# Türkiye Kupası 2017-2018
La Coppa di Turchia 2017-2018, nota come Ziraat Türkiye Kupası 2017-2018 per ragioni sponsorizzazione, è stata la 56ª edizione della coppa nazionale turca. Il torneo è iniziato il 22 agosto 2017 e si è concluso il 10 maggio 2018. Il Konyaspor era la squadra campione in carica. L'Akhisar Belediyespor ha vinto il trofeo per la prima volta nella sua storia.

## Primo turno
Al primo turno accedono 42 squadre: 33 squadre appartenenti alla Bölgesel Amatör Lig, quinto livello del campionato turco di calcio, e 9 squadre neopromosse nella TFF 3. Lig.
| Squadra 1              | Risultato       | Squadra 2                  |
| ---------------------- | --------------- | -------------------------- |
| 22 agosto 2017         |                 |                            |
| Sinopspor              | 4 – 2           | Yeni Amasyaspor            |
| Iğdır Arasspor         | 1 – 1 (2-5 dtr) | Karsspor                   |
| Artvin Hopaspor        | 3 – 1           | Ardahan Spor               |
| Mardinspor             | 0 – 2           | Siirt İl Özel İdaresi Spor |
| Yüksekova Belediyespor | 3 – 0           | Tatvan Gençlerbirliği      |
| Muşspor                | 3 – 1           | Dersim Spor                |
| Ağrıspor               | 2 – 0           | 62 Pertekspor              |
| Arsinspor              | 2 – 2 (5-3 dtr) | Orduspor                   |
| Modafenspor            | 0 – 1           | Edirnespor Gençlik         |
| Ergene Velimeşespor    | 3 – 2 (dts)     | Erokspor                   |
| Altınova Belediyespor  | 4 – 1           | Bozüyükspor                |
| Tavşanlı Linyitspor    | 2 – 1           | Kütahyaspor                |
| Turgutluspor           | 3 – 2           | Uşakspor                   |
| Ispartaspor            | 1 – 1 (7-8 dtr) | Bucak Oğuzhanspor          |
| Bartınspor             | 2 – 1           | Türk Metal Kırıkkale       |
| MKE Kırıkkalespor      | 0 – 3           | Yozgatspor                 |
| Yeni Altındağ BS       | 3 – 2 (dts)     | Çankırıspor                |
| Kırşehirspor           | 0 – 1 (dts)     | Aksarayspor                |
| Karaman                | 0 – 0 (3-4 dtr) | Nevşehirspor Gençlik       |
| Karaköprü Bld          | 1 – 0 (dts)     | Kilis Belediyespor         |
| Osmaniyespor           | 2 – 0           | Adıyamanspor               |

## Secondo turno
Al secondo turno accedono le 21 squadre vincenti il primo turno e tutte le squadre della TFF 3. Lig (eccetto le neopromosse).
| Squadra 1                  | Risultato       | Squadra 2              |
| -------------------------- | --------------- | ---------------------- |
| 29 agosto 2017             |                 |                        |
| Karsspor                   | 1 – 0           | Muşspor                |
| Ağrıspor                   | 0 – 1           | Vanspor                |
| Elazığ Belediyespor        | 2 – 5           | Diyarbakırspor         |
| Edirnespor                 | 3 – 0           | Dardanel               |
| 30 agosto 2017             |                 |                        |
| Sinopspor                  | 1 – 1 (6-5 dtr) | Erbaaspor              |
| 1461 Trabzon               | 0 – 0 (4-5 dtr) | Arsinspor              |
| Ofspor                     | 2 – 1           | Yomraspor              |
| Bayburt İÖİ                | 1 – 2           | Pazarspor              |
| Bingölspor                 | 1 – 1 (3-4 dtr) | Erzincanspor           |
| Siirt İl Özel İdaresi Spor | 1 – 2           | Batman Petrolspor      |
| Cizre Basraspor            | 1 – 0           | Yüksekova Belediyespor |
| Yeni Altındağ BS           | 1 – 0 (dts)     | Bartınspor             |
| Ankara Demirspor           | 2 – 2 (5-3 dtr) | Adliyespor             |
| Yozgatspor                 | 0 – 2           | Çorum Belediyespor     |
| K. Erciyesspor             | 0 – 4           | Nevşehirspor Gençlik   |
| Aksarayspor                | 0 – 1           | Kozan Belediyespor     |
| Payas Belediyespor         | 1 – 0           | Kırıkhanspor           |
| Osmaniyespor               | 2 – 3 (dts)     | Erzin Belediyespor     |
| Düzcespor                  | 1 – 0           | Kocaelispor            |
| Bayrampaşaspor             | 1 – 0 (dts)     | Halide Edip Adıvar     |
| Anadolu Üsküdar            | 2 – 1           | Çatalcaspor            |
| Sultanbeyli Belediyespor   | 2 – 1           | Tepecik Belediyespor   |
| Darıca Gençlerbirliği      | 2 – 1 (dts)     | Gölcükspor             |
| Tekirdağspor               | 0 – 2           | Ergene Velimeşespor    |
| Orhangazispor              | 1 – 0 (dts)     | Altınova Belediyespor  |
| Tirespor                   | 2 – 0           | Turgutluspor           |
| Manisaspor                 | 0 – 2           | Bergama Belediyespor   |
| Bucak Oğuzhanspor          | 1 – 2           | Kemerspor              |
| Tavşanlı Linyitspor        | 0 – 2           | Kizilcabolukspor       |
| Muğlaspor                  | 1 – 0           | Aydınspor              |
| Tarsus İdman Yurdu         | 2 – 1           | Karaköprü Bld          |
| Karacabey Birlikspor       | 0 – 1           | Yeşil Bursa            |
| 31 agosto 2017             |                 |                        |
| Düzyurtspor                | 4 – 3           | Artvin Hopaspor        |

## Terzo turno
Al terzo turno accedono le 33 squadre vincenti il secondo turno, 18 squadre provenienti dalla TFF 1. Lig, 36 squadre provenienti dalla TFF 2. Lig e 5 squadre provenienti dalla Süper Lig.
| Squadra 1            | Risultato       | Squadra 2                |
| -------------------- | --------------- | ------------------------ |
| 19 settembre 2017    |                 |                          |
| Anadolu Üsküdar      | 0 – 1           | Anadolu Selçukspor       |
| Tokatspor            | 0 – 1 (dts)     | Kahramanmaraşspor        |
| Şanlıurfaspor        | 1 – 1 (5-3 dtr) | Pazarspor                |
| Diyarbakırspor       | 0 – 1           | İstanbulspor             |
| Payas Belediyespor   | 1 – 3 (dts)     | Amed                     |
| Muğlaspor            | 1 – 1 (3-4 dtr) | Etimesgut                |
| Kırklarelispor       | 1 – 3           | Niğde                    |
| Bodrumspor           | 2 – 3 (dts)     | Gaziantep                |
| Bandırmaspor         | 0 – 1           | Çorum Belediyespor       |
| Menemen              | 4 – 2           | Darıca Gençlerbirliği    |
| Vanspor              | 0 – 1           | Kayserispor              |
| Balıkesirspor        | 1 – 1 (6-7 dtr) | Karsspor                 |
| Kemerspor            | 0 – 1 (dts)     | Sivas Belediye Spor      |
| Boluspor             | 3 – 0           | Sinopspor                |
| Mersin İ. Yurdu      | 3 – 5           | Orhangazispor            |
| 20 settembre 2017    |                 |                          |
| İnegölspor           | 0 – 2           | Malatyaspor              |
| Düzyurtspor          | 4 – 4 (7-8 dtr) | Gümüşhanespor            |
| Batman Petrolspor    | 3 – 1           | Göztepe                  |
| Erzin Belediyespor   | 1 – 2           | Fatih Karagümrük         |
| Kozan Belediyespor   | 1 – 3           | Adanaspor                |
| Denizlispor          | 1 – 0           | Düzcespor                |
| Hacettepe            | 1 – 2           | Yeni Altındağ BS         |
| Keçiörengücü         | 3 – 1           | Silivrispor              |
| Kastamonuspor        | 1 – 3           | Ofspor                   |
| Hatayspor            | 1 – 0           | Ergene Velimeşespor      |
| Sancaktepe           | 2 – 4 (dts)     | Elazığspor               |
| Körfez               | 2 – 2 (5-6 dtr) | Edirnespor               |
| Bergama Belediyespor | 0 – 2           | Sarıyer                  |
| Tuzlaspor            | 1 – 0           | Zonguldak Kömürspor      |
| Yeşil Bursa          | 3 – 1           | Karşıyaka                |
| Giresunspor          | 3 – 1           | Cizre Basraspor          |
| Altay                | 0 – 0 (6-7 dtr) | Erzurumspor FK           |
| Bucaspor             | 2 – 0           | Pendikspor               |
| Altınordu            | 1 – 0           | Sultanbeyli Belediyespor |
| Gaziantepspor        | 0 – 3           | Tirespor                 |
| Adana Demirspor      | 3 – 0           | Bayrampaşaspor           |
| Manisaspor           | 4 – 1           | Arsinspor                |
| Samsunspor           | 3 – 3 (4-6 dtr) | Ankara Demirspor         |
| Fethiyespor          | 2 – 0           | Nazilli Belediyespor     |
| Bursaspor            | 4 – 0           | Tarsus İdman Yurdu       |
| 21 settembre 2017    |                 |                          |
| Erzincanspor         | 4 – 2 (dts)     | Eskişehirspor            |
| Kizilcabolukspor     | 2 – 1           | Ümraniyespor             |
| Eyüpspor             | 2 – 1           | Sakaryaspor              |
| Sivasspor            | 3 – 0           | Bugsaşspor               |
| Afjet Afyonspor      | 2 – 0           | Ankaragücü               |
| Çaykur Rizespor      | 3 – 0           | Nevşehirspor Gençlik     |

## Quarto turno
Al quarto turno accedono le 46 squadre vincenti il terzo turno e 8 squadre provenienti dalla Süper Lig. Le vincenti accedono alla fase a gironi.
| Squadra 1            | Risultato       | Squadra 2           |
| -------------------- | --------------- | ------------------- |
| 24 ottobre 2017      |                 |                     |
| Sarıyer              | 2 – 2 (1-3 dtr) | Adana Demirspor     |
| Etimesgut            | 0 – 1           | Antalyaspor         |
| Altınordu            | 0 – 1           | Karsspor            |
| Kasımpaşa            | 5 – 1           | Niğde               |
| Alanyaspor           | 2 – 0           | Edirnespor          |
| Fethiyespor          | 1 – 2           | Adanaspor           |
| Kahramanmaraşspor    | 1 – 0           | Çaykur Rizespor     |
| Akhisar Belediyespor | 6 – 0           | Erzincanspor        |
| 25 ottobre 2017      |                 |                     |
| Eyüpspor             | 4 – 2 (dts)     | Gümüşhanespor       |
| Batman Petrolspor    | 2 – 1 (dts)     | Denizlispor         |
| Ofspor               | 1 – 3           | Yeni Malatyaspor    |
| İstanbulspor         | 4 – 3 (dts)     | Afjet Afyonspor     |
| Orhangazispor        | 0 – 0 (3-0 dtr) | Şanlıurfaspor       |
| Çorum Belediyespor   | 0 – 6           | Trabzonspor         |
| Elazığspor           | 0 – 1           | Sivas Belediye Spor |
| Gençlerbirliği       | 3 – 0           | Tuzlaspor           |
| Sivasspor            | 3 – 1           | Kizilcabolukspor    |
| Bucaspor             | 2 – 1           | Amed                |
| Gaziantep            | 1 – 2           | Ankara Demirspor    |
| Erzurumspor FK       | 2 – 0           | Tirespor            |
| Ankaraspor           | 5 – 0           | Fatih Karagümrük    |
| 26 ottobre 2017      |                 |                     |
| Yeni Altındağ BS     | 0 – 0 (2-4 dtr) | Bursaspor           |
| Yeşil Bursa          | 1 – 2           | Kayserispor         |
| Anadolu Selçukspor   | 0 – 1           | Boluspor            |
| Giresunspor          | 2 – 1           | Menemen             |
| Manisaspor           | 1 – 0           | Hatayspor           |
| Karabükspor          | 3 – 1           | Keçiörengücü        |

## Quinto turno
Al quinto turno accedono le 27 squadre vincenti il quarto turno preliminare, le migliori 4 squadre della Süper Lig 2016-2017 e la vincitrice della coppa.
| Squadra 1                                       | Totale     | Squadra 2            | Andata | Ritorno |
| ----------------------------------------------- | ---------- | -------------------- | ------ | ------- |
| 28-29-30 novembre 2017 / 12-13-14 dicembre 2017 |            |                      |        |         |
| Ankaraspor                                      | 4 – 2      | Yeni Malatyaspor     | 3 – 1  | 1 – 1   |
| Giresunspor                                     | 6 – 4      | Alanyaspor           | 4 – 2  | 2 – 2   |
| Fenerbahçe                                      | 10 – 1     | Adana Demirspor      | 6 – 0  | 4 – 1   |
| Ankara Demirspor                                | 1 – 4      | Akhisar Belediyespor | 0 – 3  | 1 – 1   |
| Galatasaray                                     | 6 – 3      | Sivas Belediye Spor  | 5 – 1  | 1 – 2   |
| Kahramanmaraşspor                               | 1 – 4      | İstanbul Başakşehir  | 1 – 3  | 0 – 1   |
| Sivasspor                                       | 2 – 2 (gt) | Bucaspor             | 2 – 1  | 0 – 1   |
| Karsspor                                        | 2 – 4      | Gençlerbirliği       | 1 – 2  | 1 – 2   |
| Beşiktaş                                        | 10 – 1     | Manisaspor           | 9 – 0  | 1 – 1   |
| Erzurumspor FK                                  | 1 – 9      | Trabzonspor          | 0 – 4  | 1 – 5   |
| Kayserispor                                     | 5 – 2      | Eyüpspor             | 3 – 2  | 2 – 0   |
| Orhangazispor                                   | 3 – 5      | Antalyaspor          | 0 – 3  | 3 – 2   |
| Karabükspor                                     | 2 – 2 (gt) | İstanbulspor         | 2 – 1  | 0 – 1   |
| Batman Petrolspor                               | 0 – 5      | Konyaspor            | 0 – 3  | 0 – 2   |
| Kasımpaşa                                       | 2 – 7      | Boluspor             | 1 – 3  | 1 – 4   |
| Adanaspor                                       | 0 – 4      | Bursaspor            | 0 – 2  | 0 – 2   |

## Ottavi di finale
| Squadra 1                                      | Totale     | Squadra 2            | Andata | Ritorno |
| ---------------------------------------------- | ---------- | -------------------- | ------ | ------- |
| 26-27-28 dicembre 2017 / 16-17-18 gennaio 2018 |            |                      |        |         |
| Beşiktaş                                       | 5 – 3      | Ankaraspor           | 4 – 1  | 1 – 2   |
| Boluspor                                       | 2 – 2 (gt) | Akhisar Belediyespor | 2 – 1  | 0 – 1   |
| Galatasaray                                    | 6 – 0      | Bucaspor             | 3 – 0  | 3 – 0   |
| Kayserispor                                    | 5 – 1      | Antalyaspor          | 3 – 1  | 2 – 0   |
| Fenerbahçe                                     | 3 – 0      | İstanbulspor         | 2 – 0  | 1 – 0   |
| Giresunspor                                    | 4 – 3      | İstanbul Başakşehir  | 3 – 1  | 1 – 2   |
| Gençlerbirliği                                 | 2 – 2 (gt) | Bursaspor            | 1 – 0  | 1 – 2   |
| Konyaspor                                      | 2 – 1      | Trabzonspor          | 1 – 0  | 1 – 1   |

## Quarti di finale
| Squadra 1                          | Totale | Squadra 2      | Andata | Ritorno |
| ---------------------------------- | ------ | -------------- | ------ | ------- |
| 30 gennaio 2018 / 6 febbraio 2018  |        |                |        |         |
| Beşiktaş                           | 4 – 1  | Gençlerbirliği | 3 – 1  | 1 – 0   |
| 31 gennaio 2018 / 7 febbraio 2018  |        |                |        |         |
| Akhisar Belediyespor               | 3 – 2  | Kayserispor    | 1 – 0  | 2 – 2   |
| Giresunspor                        | 2 – 4  | Fenerbahçe     | 1 – 2  | 1 – 2   |
| 1º febbraio 2018 / 8 febbraio 2018 |        |                |        |         |
| Konyaspor                          | 3 – 6  | Galatasaray    | 2 – 2  | 1 – 4   |

## Semifinali
| Squadra 1                         | Totale | Squadra 2   | Andata | Ritorno |
| --------------------------------- | ------ | ----------- | ------ | ------- |
| 27 febbraio 2018 / 18 aprile 2018 |        |             |        |         |
| Akhisar Belediyespor              | 3 – 2  | Galatasaray | 1 – 2  | 2 – 0   |
| 1º marzo 2018 / 3 maggio 2018     |        |             |        |         |
| Beşiktaş                          | –      | Fenerbahçe  | 2 – 2  | Ann.    |

## Finale
| Arbitro: | Cüneyt Çakır |

|                                   |           |                         |
| Lopes 32’ Sissoko 70’ Barbosa 81’ | Marcatori | 56’ Fernandão 86’ Souza |